# Латюльер, Энора
Эно́ра Латюлье́р (Латюйе́р) (фр. Enora Latuillière; род. 31 июля 1992, Шамони-Мон-Блан) — французская биатлонистка, серебряный призёр Чемпионата мира 2015 в эстафете, двукратный серебряный призёр чемпионата Европы по биатлону среди юниоров 2011 года.

## Карьера
Родилась в Шамони и всю жизнь выступает за одноимённый спортивный клуб. Член сборной Франции по биатлону.
Успешно выступает на чемпионатах Франции по биатлону среди юниоров. В 2009 году в составе смешанной эстафеты завоевала бронзу, в 2011-м стала чемпионкой в масс-старте, в 2012-м финишировала 3-й в масс-старте, в 2013-м завоевала бронзу в масс-старте и серебро в эстафете.
На международных соревнованиях дебютировала на чемпионате мира среди юниоров 2011 года в чешском Нове-Место. В том же году завоевала две серебряные медали на чемпионате Европы по биатлону среди юниоров в индивидуальной гонке и смешанной эстафете.
В гонках Кубка IBU впервые приняла участие в сезоне 2010/2011 года на заключительном этапе во французском Анси, где в спринте финишировала 24-й, а в гонке преследования — 26-й. Лучшим результатом является 3-е место, занятое в спринте в сезоне 2013/2014 в словацком Осрблье.
В гонках Кубка Мира дебютировала в сезоне 2014/2015 года на первом этапе в Эстерсунде, в индивидуальной гонке финишировала 13-й. В том же сезоне в эстафете в Осло занимает 3-е место.
После невзрачного выступления на КМ в сезоне 2015/16 года в Эстерсунд Энора Латюльер досрочно завершила выступления в этом сезоне, потому что испытывала проблемы со здоровьем. У спортсменки имелись проблемы со спиной ещё с летней подготовки.
В сезоне 2016/2017 начинает выступление в Кубке IBU. В итальянском Риднау в смешанной эстафете занимает 2-е место. На чемпионате Европы этого сезона занимает довольно далекие места, что связано с плохой стрельбой. Под конец сезона в эстонском Отепя выигрывает спринт и серебро в смешанной эстафете, после чего ей дается шанс выступления в заключительном этапе Кубка Мира в Осло, но из-за неточной стрельбы занимает 37-е место в спринте и 26 место в пасьюте.

### Юниорские достижения
| Год  | Место проведения | Инд | Спр | Пр | Эст |
| 2011 | ЧМ Нове-Место    | 46  | 10  | 23 | 13  |
| 2011 | ЧЕ Валь-Риданна  | 2   | 7   | 9  | 2   |
| 2013 | ЧМ Обертиллиах   | 20  | 7   | 5  | 7   |
| 2013 | ЧЕ Банско        | 8   | 14  | 13 | —   |

### Участие в чемпионатах Европы среди взрослых
| Год  | Место проведения | Инд | Спр | Пр | Эст |
| 2014 | ЧЕ Нове-Место    | 28  | 19  | 34 | 5   |